# Carlos Frederico Lecor
Carlos Frederico Lecor, primeiro e único barão da Laguna por Portugal e primeiro barão com grandeza e visconde com grandeza da Laguna pelo Brasil, (Lisboa, 6 de outubro de 1764 — Rio de Janeiro, 2 de agosto de 1836) foi um militar e nobre português tendo servido quer Portugal, quer o Brasil independente.
Filho de Luís Pedro Lecor e Quitéria Maria Krusse, casou-se em 1818 com Rosa Maria Josefa Herrera de Basavilbaso.
Militar de destacada atuação na Guerra Peninsular e nas campanhas brasileiras, foi promovido a brigadeiro a 8 de maio de 1811, a marechal-de-campo a 4 de junho de 1813 e a tenente-general a 24 de junho de 1815. Em 1832, passa à reserva com o posto de marechal-do-exército.
Recebeu o título de barão em 6 de fevereiro de 1818 por decreto de Dom João VI e posteriormente de visconde por decreto de Dom Pedro I, Imperador do Brasil, em 4 de abril de 1825. Em 16 de janeiro de 1823, foi-lhe conferida a carta de mercê das honras de grandeza do Império.

## Carreira militar (1792-1815)
Destinado inicialmente à carreira comercial, o jovem Carlos Frederico acaba por, na última década do século XVIII, assentar praça como Soldado no Regimento de Artilharia do Algarve (designado n.º 2, a partir de 1806), sediado em Faro. Ascende na carreira até tenente-coronel, por altura da Primeira Invasão Napoleónica, que inaugurou a Guerra Peninsular.
Na sequência dessa invasão, com a reorganização do Exército Português feita por Junot, Lecor foi nomeado ajudante de campo do tenente-general D. Pedro José de Almeida Portugal, terceiro marquês de Alorna, mas, como muitos oficiais portugueses, fugiu para a Inglaterra em Março de 1808 onde deveria viajar para o Brasil.
Ao ter notícia da revolta em Portugal contra o domínio francês, e juntamente com o coronel Moura, ajudou a formar a Leal Legião Lusitana, pedindo armas e dinheiro ao Governo inglês. Em 20 de novembro de 1808, é promovido a Coronel do Regimento de Infantaria n.º 23, sediado em Almeida.
Durante a Guerra Peninsular, de 1808 a 1814, Lecor comandou diversas formações militares de nível brigada e divisão, tendo sido comandante da sexta brigada portuguesa, integrada na sétima Divisão do Exército Peninsular de Arthur Wellesley, tendo ascendido a comandante dessa mesma divisão nas últimas fases do conflito. Foi também comandante da Divisão Portuguesa, posto aliás onde terminou a campanha em 1814. Retornou a Portugal enquanto comandante das forças portuguesas, em virtude de ser o oficial mais graduado.
Em 1815, Lecor (então, governador das Armas da Província do Alentejo) foi nomeado comandante da Divisão de Voluntários Reais (então denominada de Divisão de Voluntários do Príncipe), com o objectivo de conquistar e pacificar a Província  Oriental então pertencente ao Vice-reinado do Prata, da Espanha. Aquartelado em Belém, organizou a Divisão que embarcaria em dois escalões para o Rio de Janeiro. Ele próprio embarca no segundo escalão, em Dezembro de 1815.

## Lecor e a Província Cisplatina (1816-1828)

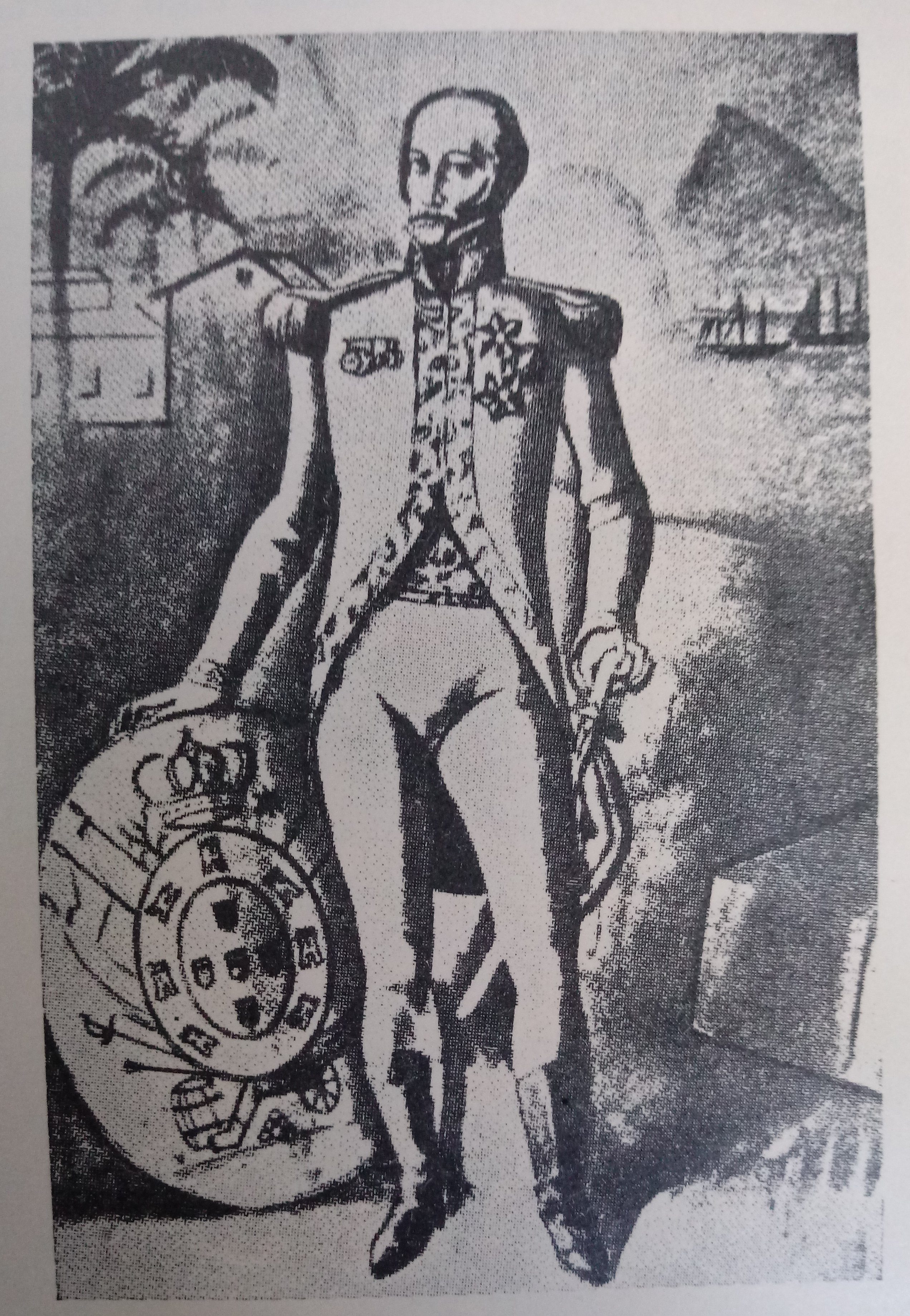
O General luso-brasileiro Carlos Frederico Lecor nos 1810s.

Após algum tempo estacionada no Rio de Janeiro, a Divisão de Voluntários Reais do Príncipe, então já designada de Divisão de Voluntários Reais d'El-Rei, em virtude da morte da Rainha D. Maria I, parte finalmente para a ilha de Santa Catarina em Junho de 1816, com a missão de conquistar e manter a cidade de Montevidéu e todo território a leste do rio Uruguai.
Apesar das ordens que tinha de desembarcar nas proximidades de Maldonado, vários problemas relacionados a navegação o fizeram decidir-se pela marcha terrestre pela costa, desde a Ilha de Santa Catarina até à Banda Oriental.
Montevidéu é conquistada a 20 de janeiro de 1817. A partir de 1821, a chamada Província Oriental, dependente do Vice-reinado do Prata com sede em Buenos Aires, passa a denominar-se Província Cisplatina, dependendo da capital portuguesa na América Latina, Rio de Janeiro. O então tenente-general Lecor administra politicamente a Cisplatina até 3 de fevereiro de 1826, quando é substituído pelo tenente-general Francisco de Paula Magessi Tavares de Carvalho, futuro barão de Vila Bela.
Aquando da Independência do Brasil, Lecor assume o serviço brasileiro e comanda as forças brasileiras da Cisplatina contra a Divisão dos Voluntários Reais que antes comandava, até 1824, quando os portugueses capitulam e embarcam para Portugal.
Em 1826, na Campanha Cisplatina (Guerra Cisplatina, ou, na Argentina, Guerra del Brasil), Lecor volta a comandar as tropas brasileiras na região ocupando Montevidéu e a Colônia do Sacramento, sendo nomeado comandante em chefe do Exército do Sul em 11 de março. A 26 de novembro de 1826, é substituído pelo marechal Felisberto Caldeira Brant Pontes de Oliveira Horta, marquês de Barbacena. A 22 de janeiro de 1828, Lecor toma de novo posse enquanto comandante em chefe do Exército do Sul, cargo em que se manteve até ao final da Guerra da Cisplatina.
O domínio luso-brasileiro em território oriental transcorreu desde a invasão portuguesa de 1817 até 28 de agosto de 1828, com a desanexação do território.

## Últimos anos (1829-1836)
Após retornar ao Rio de Janeiro, Lecor foi submetido a Conselho de Guerra justificativo, tendo sido absolvido em 9 de dezembro de 1829. Foi vogal do Conselho Supremo Militar, tendo-se reformado em 6 de novembro de 1832, com a patente de marechal do Exército. Morre no dia 2 de agosto de 1836, na sua casa. Está sepultado nas catacumbas da Ordem terceira, na Igreja de São Francisco de Paula, no Rio de Janeiro.

## Ordens e condecorações
- Grã-Cruz Honorário, Ordem Militar da Torre e Espada (Portugal)
- Comendador, Ordem Militar de São Bento de Aviz (Portugal) - Imperial Ordem de São Bento de Aviz (Brasil)
- Imperial Ordem do Cruzeiro (Brasil)
- Medalha de Comando da Guerra Peninsular por 4 acções (Vittoria, Pyreneos, Nivelle e Nive)
- Cruz da Guerra Peninsular (tipo 1) para 6 Campanhas
- Army Gold Medal (por três acções: Pyrenées, Nivelle e Nive, dada pelo governo britânico)